# District de Kiến Thụy
Kiến Thụy est un district rural de Haïphong dans le delta du fleuve Rouge au Viêt Nam. 

## Géographie
La superficie du district est de 102,56 km2. 